# Баттіста Аньєзе
Баттіста Аньєзе (італ. Battista Agnese; бл. *1500 — †1564) — італійський картограф родом з Генуї, який працював у Венеції.

## Життєпис

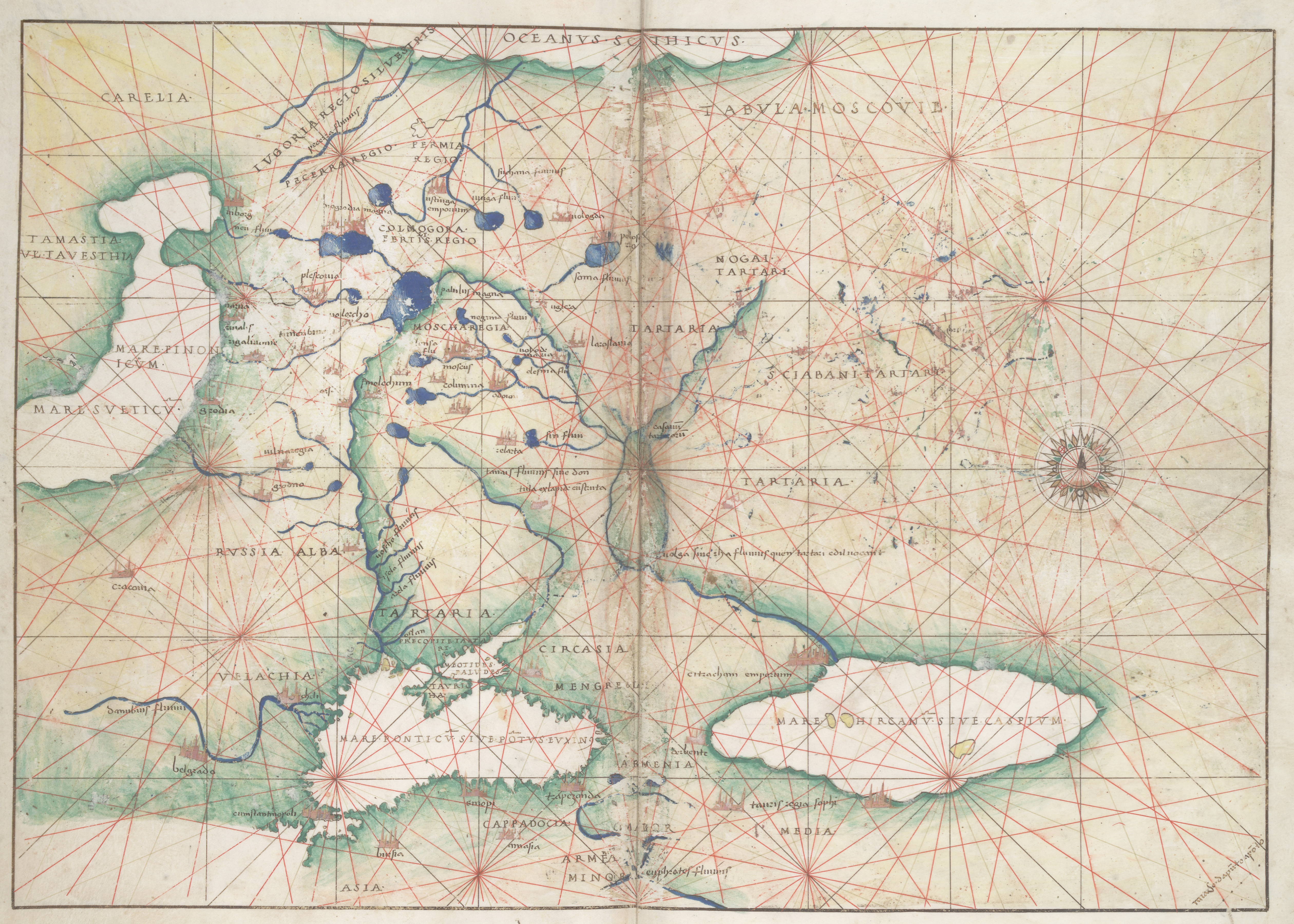
Московія, Русь та Татарія

У 1525 році він підготував ранні карти Московії, які були зроблені на основі розповідей посла Московії Дмитра Герасимова. Його майстерня між 1534 і 1564 роком видає 71 мапу, в основному портолани. Одна з найвідоміших робіт Баттісти Агнезе — атлас світу на замовлення імператора Карла V для свого сина Філіпа ІІ, яку було видано в 1542 році.
1525 р. Карта Московії.Українські землі – PODOLIA (Поділля).  1550  р. Портолан Чорного моря. Українські землі – PODOLIA (Поділля)..